# Breeders' Crown Open
La Breeders' Crown Open est une course hippique de trot attelé se déroulant au mois d'octobre aux États-Unis ou au Canada. 
Cette course internationale réservée aux chevaux de 3 ans et plus, réunit les meilleurs chevaux d'âge américains, et parfois des Européens. Elle se déroule chaque année sur un hippodrome différent, et se dispute sur la distance de 1 609 mètres, départ à l'autostart. L'allocation, qui s'élève à 600 000 $ en 2024, s'élevait à 1 000 000 $ dans les années 2000.

## Palmarès depuis 1988
| Année | Vainqueur         | Pays       | Père              | Driver               | Deuxième           | Troisième        | Réd.km |
| ----- | ----------------- | ---------- | ----------------- | -------------------- | ------------------ | ---------------- | ------ |
| 2024  | Winners Bet       | États-Unis | Walner            | Dexter Dunn          | Periculum          | Hillexotic       | 1'09"  |
| 2023  | Southwind Tyrion  | Suède      | Muscle Hill       | Åke Svanstedt        | Its Academic       | Rattle My Cage   | 1'09"9 |
| 2022  | Ecurie D          | Suède      | Infinitif         | Dexter Dunn          | Amigo Volo         | Its Academic     | 1'09"  |
| 2021  | Ecurie D          | Suède      | Infinitif         | Åke Svanstedt        | Back of The Neck   | Ready For Moni   | 1'09"6 |
| 2020  | Gimpanzee         | États-Unis | Chapter Seven     | Brian Sears          | Crystal Fashion    | Atlanta          | 1'09"2 |
| 2019  | Bold Eagle        | France     | Ready Cash        | Brian Sears          | Six Pack           | Atlanta          | 1'09"6 |
| 2018  | Homicide Hunter   | États-Unis | Mr Cantab         | George Napolitano Jr | Top Flight Angel   | Warrawee Roo     | 1'09"8 |
| 2017  | Hannelore Hanover | États-Unis | Swan For All      | Yannick Gingras      | Crazy Wow          | Marion Marauder  | 1'09"7 |
| 2016  | Flanagan Memory   | États-Unis | Kadabra           | Brian Sears          | Resolve            | JL Cruze         | 1'09"7 |
| 2015  | Creatine          | États-Unis | Andover Hall      | Johnny Takter        | Resolve            | Gural Hanover    | 1'09"9 |
| 2014  | Commander Crowe   | Suède      | Juliano Star      | Orjan Kihlström      | Maven              | Creatine         | 1'09"  |
| 2013  | Market Share      | États-Unis | Revenue           | Tim Tetrick          | Mister Herbie      | Arch Madness     | 1'09"  |
| 2012  | Chapter Seven     | États-Unis | Windsong's Legacy | Tim Tetrick          | Mister Herbie      | Commander Crowe  | 1'09"8 |
| 2011  | San Pail          | Canada     | San Pellegrino    | Randy Waples         | Rapide Lebel       | Commander Crowe  | 1'09"2 |
| 2010  | Enough Talk       | États-Unis | Enjoy Lavec       | Ron Pierce           | Hot Shot Blue Chip | Neighsay Hanover | 1'09"6 |
| 2009  | Lucky Jim         | États-Unis | SJ's Photo        | Andy Miller          | Arch Madness       | Lanson           | 1'09"7 |
| 2008  | Corleone Kosmos   | États-Unis | SJ's Photo        | John Campbell        | Arch Madness       | Digital Image    | 1'09"2 |
| 2007  | Equinox Bi        | Italie     | Valley Boss Bi    | Trevor Ritchie       | Corleone Kosmos    | Vivid Photo      | 1'09"6 |
| 2006  | Sand Vic          | États-Unis | Mr Vic            | Brian Sears          | Vivid Photo        | Corleone Kosmos  | 1'09"8 |
| 2005  | Mr Muscleman      | États-Unis | Muscles Yankee    | Ron Pierce           | Sand Vic           | Elegant Man      | 1'09"6 |
| 2004  | H.P.Paque         | États-Unis | Tabor Lobell      | Brian Sears          | Legendary Lover K. | Bebop            | 1'09"7 |
| 2003  | Fool's Goal       | États-Unis | Armbro Goal       | Jack Moiseyev        | Victory Sam        | Abbey Road C     | 1'09"9 |
| 2002  | Fool's Goal       | États-Unis | Armbro Goal       | Jack Moiseyev        | Plesac             | Danish Delight   | 1'09"2 |
| 2001  | Varenne           | Italie     | Waikiki Beach     | Giampaolo Minnucci   | Dream Vacation     | Plesac           | 1'09"1 |
| 2000  | Magician          | États-Unis | Royal Prestige    | David Miller         | Moni Maker         | Ringside Rocket  | 1'10"3 |
| 1999  | Supergrit         | États-Unis | Supergill         | Ron Pierce           | Fern               | Glorys Comet     | 1'10"3 |
| 1998  | Moni Maker        | États-Unis | Speedy Crown      | Wally Hennessey      | Georgia Limited    | Super High Test  | 1'09"8 |
| 1997  | Wesgate Crown     | États-Unis | Royal Prestige    | John Campbell        | Moni Maker         | Supergrit        | 1'09"9 |
| 1996  | CR Kay Suzie      | États-Unis | Royal Troubador   | Rod Allen            | Deliberate Speed   | Goodtimes        | 1'09"8 |
| 1995  | Panifesto         | États-Unis | Rule The Wind     | Jack Moiseyev        | Impeccable Image   | Goodtimes        | 1'12"2 |
| 1994  | Pine Chip         | États-Unis | Arndon            | John Campbell        | Hi Noon Star       | Earl             | 1'11"6 |
| 1993  | Earl              | États-Unis | Balanced Image    | Chris Christoforou   | Royal Ballad       | Giant Force      | 1'12"1 |
| 1992  | No Sex Please     | États-Unis | Brisco Hanover    | Ron Waples           | Charlie Ten Hitch  | Out of Ketchup   | 1'12"3 |
| 1991  | Billyjojimbob     | États-Unis | Balanced Image    | Paul MacDonell       | Super Speedy       | HH Killington    | 1'13"  |
| 1990  | No Sex Please     | États-Unis | Brisco Hanover    | Ron Waples           | Delray Lobell      | Bold Herbert     | 1'11"5 |
| 1989  | Delray Lobell     | États-Unis | Speedy Crown      | John Campbell        | Red Rhone          | Mack Lobell      | 1'12"7 |
| 1988  | Mack Lobell       | États-Unis | Mystic Park       | John Campbell        | Go Get Lost        | Friendly Face    | 1'12"1 |